# 322574 Werckmeister
322574 Werckmeister este o planetă minoră (asteroid) din Mars-crossing asteroid⁠(d). A fost descoperită pe 24 august 1990 la Observatorul La Silla de Eric Walter Elst. 
Obiectul prezintă o orbită caracterizată de o semiaxă mare de 2,5535071305045 UAi, o excentricitate de 0,38, o înclinație de 6,7 ° în raport cu ecliptica.